# لالی سوکولوف
لودویگ (لالی) سوکولوف (انگلیسی: Lale Sokolov; ۲۸ اکتبر ۱۹۱۶ – ۳۱ اکتبر ۲۰۰۶)،که با نام بدو تولد لودویگ آیزنبرگ در اسلواکی به دنیا آمد، بازرگان استرالیایی، اتریشی-مجارستانی و بازمانده هولوکاست بود.

## زندگی‌نامه
لالی سوکولوف، در روز ۲۸ اکتبر ۱۹۱۶ در کرمپا، پادشاهی مجارستان (کرمپاخی کنونی، اسلواکی) با نام بدو تولد لودویگ آیزنبرگ به دنیا آمد. او با قصد جلوگیری از تشدید آزار و اذیت یهودیان، به حزب مردم اسلواکی پیوست. در ماه آوریل ۱۹۴۲، به عنوان بخشی از مشارکت دولت اسلواکی در هولوکاست به اردوگاه آشویتس تبعید شد. به محض رسیدن به اردوگاه مرگ، شماره ۳۲۴۰۷ را روی دستش خالکوبی کردند. او قرار بود برای ساختن بلوک‌های مسکونی جهت توسعه ارودگاه کار کند ولی به زودی به بیماری حصبه مبتلا شد. پس از بهبودی، به عنوان یکی از افراد خالکوب اردوگاه (کارگر خالکوبی) به کار گماشته شد. بدین ترتیب او عضوی از پولیتیش آبتایلونگ بود و یک افسر اس اس برای نظارت بر او اختصاص داده شد. شغل او بدین مفهوم بود که «نسبت به دیگر زندانیان، یک گام دورتر از مرگ فاصله دارد» و از برخی مزایا همچون اتاق یک‌نفره، سهمیه غذای بیشتر و وقت آزاد هنگامی که کارش به اتمام می‌رسید، برخوردار شد.
هنگام حضور در اردوگاه، با همسر آیندهٔ خود گیزلا «گیتا» فورمان مواجه شد. او هم چنین وارد رد وبدل کردن اجناس غیرمجاز با زندانیان، افسران اس اس و افراد محلی شده بود.
دو روز قبل از آزاد سازی آشویتس توسط ارتش شوروی در روز ۲۷ ژانویه ۱۹۴۵، سوکولوف به اردوگاه کار اجباری ماوتهاوزن منتقل شد. در ماوتهاوزن، هویت یهودی او ناشناخته بود. هنگامی که توسط یکی از زندانی‌ها لو رفت، با موفقیت منکر آن شد و دو همدست خود را تحریک کرد تا فرد خائن را در غلتک‌های کارخانه فولاد به قتل برسانند. او از اردوگاه کار اجباری گریخت و به زادگاهش، که آن موقع بخشی از چکسلواکی بود، بازگشت. او که تنها نشانه ای که از همسر آینده اش داشت، نام گیتا فورمان بود، برای جستجوی او به براتیسلاوا، محل اصلی ورود برگشت بازماندگان، رفت. کمی بعد، این زوج در سال ۱۹۴۵ ازدواج کردند و او نام خانوادگی خود را از آیزنبرگ به سوکولوف، که نامی روسی به نظر می‌رسید، تغییر داد. او سپس یک کارخانه در براتیسلاوا راه اندازی کرد. طی این مدت، او در جمع‌آوری پول برای حمایت از ایجاد کشور اسرائیل، مشارکت داشت. این فعالیت و ملی شدن صنایع توسط دولت کمونیستی وقت چکسلواکی، منجر به توقیف کسب و کار و زندانی شدن او شد. او بعدها آزاد شد و این زوج در سال ۱۹۴۸، به استرالیا مهاجرت کردند.
در استرالیا، سوکولوف و همسرش در ملبورن ساکن شدند و یک کارخانه پوشاک باز کردند. تنها فرزند آنها، گری، در سال ۱۹۶۱ به دنیا آمد. با وجود اینکه همسرش، چند مرتبه به اروپا سفر کرد، سوکولوف هرگز به آنجا بازنگشت. در پی مرگ گیتا در سال ۲۰۰۳، سرانجام احساس کرد قادر است در مورد تجربهٔ خود در زمان جنگ صحبت کند، زیرا خوف داشت که به عنوان یک همدست نازی پنداشته شود.
او طی سه سال بعد با روزنامه‌نگار، هدر موریس، مصاحبه کرد که نتایج آن گفت و گوها، چاپ کتاب خالکوب آشویتس در سال ۲۰۱۸ بود. سوکولوف در سال ۲۰۰۶ درگذشت.